# Pseudojuloides inornatus
Pseudojuloides inornatus és una espècie de peix de la família dels làbrids i de l'ordre dels perciformes.

## Distribució geogràfica
Es troba a la Península de Baixa Califòrnia (Mèxic).